# 強·李
強·李（Jonathan "Jon" Lee，1982年4月26日—）是英國的一位演員和歌手。他是音樂團體S Club 7的成員，並也出演電視劇東區人。